# ساتووچا
ساتووچا (به بلغاری: Satovcha) یک منطقهٔ مسکونی در بلغارستان است که در شهرستان ساتووچا واقع شده‌است.
 ساتووچا ۵۵٫۳۷۳ کیلومتر مربع مساحت و ۲٬۰۲۱ نفر جمعیت دارد و ۱٬۰۲۹ متر بالاتر از سطح دریا واقع شده‌است.